# Lightspeed (revista electrónica)
Lightspeed es una revista en línea con cuentos de ciencia ficción y género fantástico.
Editada y publicada por John Joseph Adams (Premio Hugo al mejor editor profesional en 2011), su primera edición se publicó en junio de 2010. Desde entonces ha aparecido regularmente con frecuencia mensual.